# Pirate Boats
Pirate Boats is een deels rondvaart en deels dark water ride in het Deense attractiepark Legoland Billund. Het transportsysteem van de attractie is de tow boat ride en is gemaakt door Mack Rides.
Het eerste gedeelte van de attractie is een rondvaart. Hierbij vaart men langs verschillende gebouwen, objecten en animatronics van LEGO. Halverwege de rit begint het darkridegedeelte. Bezoekers varen door Captain Roger’s secret cave waar animatronics van piraten en schatten te vinden zijn. In totaal duurt de rit tien minuten en is uniek binnen alle Legoland-parken ter wereld.